# Groz-Beckert
Die Groz-Beckert Gruppe mit Sitz in Albstadt ist internationaler Marktführer für Entwicklung, Herstellung und Vertrieb prozesskritischer textiler Präzisionswerkzeuge und industrieller Schneidlösungen sowie Lösungsanbieter für textiles Bauen und für Verstärkungslösungen aus technischen Hochleistungsfasern für Verbundwerkstoffe. Bereits 1852 gegründet, erwirtschaftete die Groz-Beckert Gruppe im Jahr 2024 mit weltweit rund 9.400 Mitarbeiterinnen und Mitarbeitern 839 Millionen Euro Umsatz. Am Stammsitz in Albstadt sind rund 2.200 Mitarbeiter beschäftigt. Damit ist Groz-Beckert der größte Arbeitgeber im  Zollernalbkreis. Mit Vertretungen, Produktions- und Vertriebstochtergesellschaften ist das Unternehmen in mehr als 150 Ländern aktiv.

## Geschichte

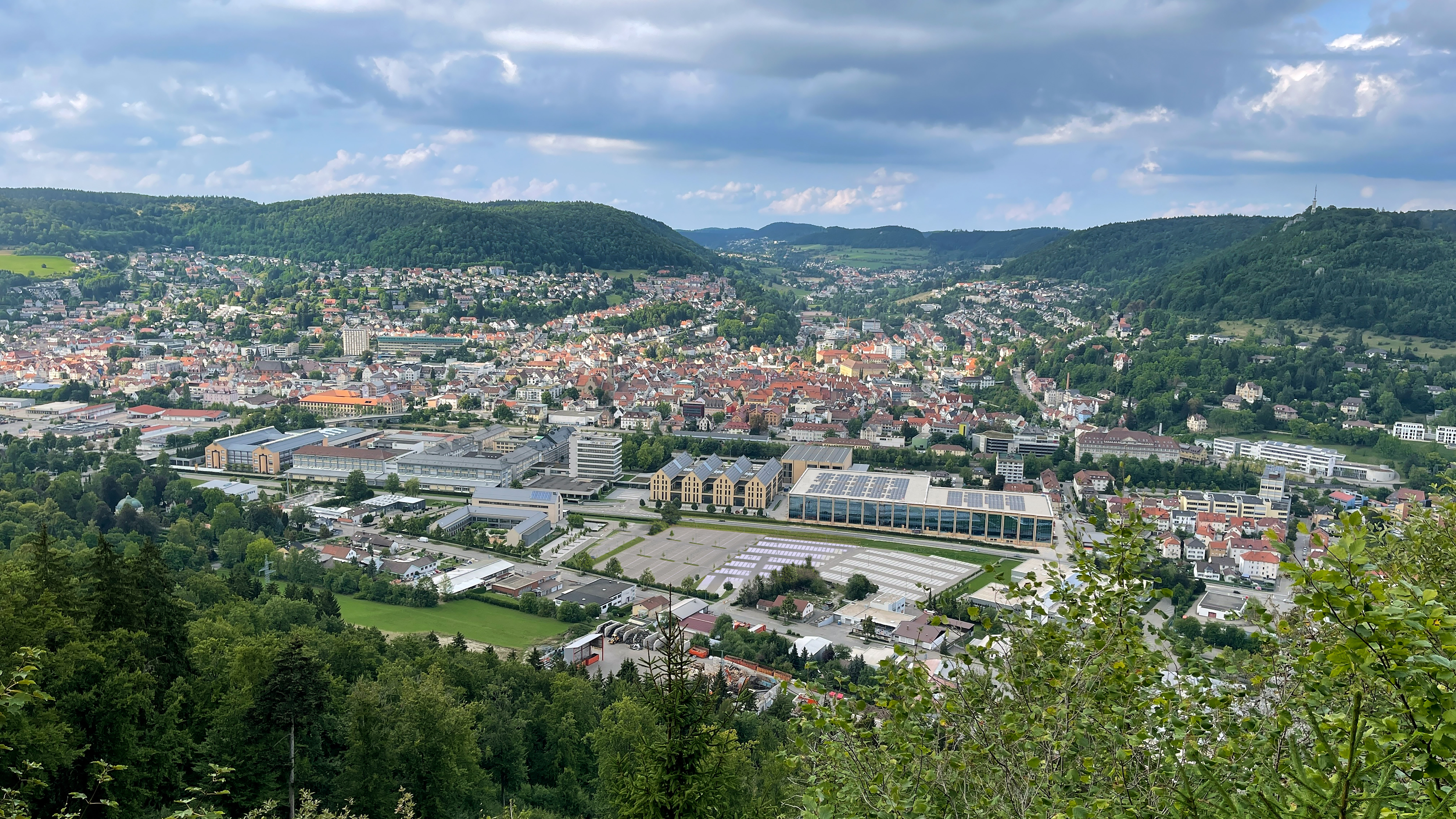
Gelände von Groz-Beckert in Albstadt

1852 eröffnete Theodor Groz (1828–1892) im heutigen Albstädter Stadtteil Ebingen ein Geschäft für Spiel- und Galanteriewaren mit angeschlossener Nadlerwerkstatt. Im selben Jahr produzierte er erstmals Wirknadeln für die maschinelle Strumpfwirkerei und Strumpfstrickerei. 1861 erhielt er bei der Gewerbeausstellung in Rottweil eine Auszeichnung für seine Produkte. Diese präsentierte er auch bei der Weltausstellung in London 1862. Theodor Groz ersetzte die Nadeln aus Eisen durch solche aus Stahl, was eine serienmäßige industrielle Fertigung ermöglichte. 1871 gründete Ernst Beckert in Eibenberg, nahe Chemnitz, die gleichnamige Firma „Ernst Beckert“ zur Nadelproduktion. 1884 verlagerte Ernst Beckert seine Nadelfabrik nach Chemnitz.
Bereits 1888 gründete Theodor Groz & Söhne eine firmeneigene Fabrikkrankenkasse für die Mitarbeiter, den Vorläufer der heutigen BKK Groz-Beckert.
Im Jahr 1937 fusionierten die beiden Betriebe. Damit wurde der Grundstein des heutigen Konzerns gelegt. In dieser Zeit übernahm Walther Groz die Geschäftsführung des Unternehmens. Heute bestehen neben der Zentrale in Albstadt weltweit weitere Produktionsstätten (Deutschland, Belgien, Tschechische Republik, Portugal, Indien, China, Vietnam, USA) und Vertriebsgesellschaften (Deutschland, Tschechische Republik, Italien, Frankreich, Spanien, Großbritannien, Türkei, Mexiko, USA, Indien, Vietnam, China, Südkorea, Indonesien, Japan, Singapur, Bangladesch).
Im Herbst 2013 gründete Groz-Beckert die solidian GmbH, die in der Unternehmensgruppe seither den Geschäftsbereich Engineered Textiles bildet. Solidian ist spezialisiert auf nichtmetallische Bewehrungen für nachhaltiges Bauen. 2014 erwarb solidian die Kelteks d.o.o. mit Sitz in Karlovac, Kroatien. Kelteks entwickelt und produziert technische Textilien für die Verbundstoffindustrie.
Als marktführender Spezialist für industrielle Schneidlösungen erweitert die TKM GmbH seit Oktober 2022 den Konzern um den Geschäftsbereich Cutting Tools.
Die Groz-Beckert Gruppe wurde von 1996 bis 2018 von Thomas Lindner (* 1951), einem Nachfahren eines der Gründer, geleitet. Seit 2019 ist er Vorsitzender des Aufsichtsrats von Groz-Beckert. Lindner ist bis heute persönlich haftender Gesellschafter Groz-Beckerts. Zudem war er von 2010 bis 2013 Präsident des VDMA. Heute besteht der Vorstand von Groz-Beckert aus drei Mitgliedern: Hans-Jürgen Haug (Sprecher), Eric Schöller und Markus Settegast.

## Sortiment
Die Unternehmensgruppe Groz-Beckert umfasst drei Geschäftsbereiche. Als Unternehmen arbeiten sie eigenständig und vereinen mehr als 120.000 Produkttypen.
Unter der Marke Groz-Beckert werden industrielle Maschinennadeln, Präzisionsteile und Feinwerkzeuge sowie Systeme und Dienstleistungen für die Herstellung und Fügung textiler Flächen angeboten. Die Produkte und Leistungen unterstützen die Bereiche Stricken und Wirken, Weben, Filzen, Tuften, Kardieren und Nähen. Nähmaschinennadeln für das Haushaltsgeschäft werden unter der Marke Schmetz angeboten.
Zum Konzern gehörten auch die Marken „Eisbär by Groz-Beckert“, „Schmeing“, „Knotex“ und „Grob by Groz-Beckert“. Diese werden inzwischen unter „Groz-Beckert“ geführt. Folgende Produkte werden im Geschäftsbereich Textile Tools angeboten:
- Strickmaschinenteile (Strickmaschinennadeln, Wirkmaschinennadeln, Systemteile, Zylinder, Rippscheiben)
- Webmaschinenteile (Weblitzen, Webschäfte, Kettfadenwächter, Lamellen, Maschinen für die Webereivorbereitung)
- Filzmaschinenteile (Produkte für die Nonwovens-Industrie, Filznadeln, Strukturierungsnadeln, Düsenstreifen für die Wasserstrahlverfestigung)
- Teppichmaschinenteile (Teppichmaschinennadeln, Module, Greifer, Messer, Rietfinger)
- Produkte für den Kardierprozess (Garnituren und Zubehör für die Spinnerei- und die Nonwovens-Industrie, Montageservice, Walzenreparatur, Inbetriebnahme-Service)
- Nähmaschinenteile (Nähmaschinennadeln, Schuhmaschinennadeln, Nadeln für Haushaltsnähmaschinen, Qualitätsmanagement INH)
- Weitere Produkte (Customized Precision Components (CPC), Kunststoffteile (SMG))

Gleichzeitig erschließt die Groz-Beckert Gruppe mit solidian das Wachstumsfeld der Entwicklung und Herstellung von nichtmetallischen Bewehrungslösungen und Verstärkungssystemen für Neubau und Sanierung. Unter der Marke Kelteks werden zudem Verstärkungslösungen aus technischen Hochleistungsfasern für Verbundwerkstoffe angeboten.
Der Spezialist für Industriemesser TKM ergänzt das Produktportfolio des Konzerns um industrielle Schneidlösungen, die in unterschiedlichen Branchen zum Einsatz kommen. Die breite Produktpalette bedient die Märkte der Papier-, Holz-, Metall-, sowie der Kunststoff-, Gummi- und Recycling-Industrie und den Maschinenbau.

## Forschung und Entwicklung
Mit dem Technologie- und Entwicklungszentrum (TEZ) schuf Groz-Beckert am Stammsitz in Albstadt im Jahr 2010 eine Plattform für Forschung und Entwicklung. Das TEZ verfügt über einen umfassenden Maschinenpark für alle wichtigen Textilherstellungsverfahren. Es bietet auf einer Grundfläche von rund 25.000 Quadratmetern Räumlichkeiten für Versuche, Labordienstleistungen und gemeinsame Entwicklungen mit Kunden und Partnern. Zudem beheimatet es das Ausbildungszentrum am Stammsitz.

## Soziales
Im September 2013 eröffnete am Stammsitz in Albstadt das Gesundheits- und Bildungszentrum (GEBIZ) von Groz-Beckert. Es ist Ausdruck des Engagements von Groz-Beckert für seine Mitarbeiter und deren Familien sowie die Region.
Das GEBIZ umfasst folgende Einrichtungen: die private Kita und Grundschule Malesfelsen, das Trainings- und Fitnesszentrum TAF, die Betriebskrankenkasse BKK Groz-Beckert sowie eine öffentliche physiotherapeutische Praxis (Vitalzentrum Malesfelsen). Insgesamt investierte Groz-Beckert in das Projekt rund 17,5 Millionen Euro.